# Raoul Koczalski
Raoul Armand Jerzy (von) Koczalski (3 de enero de 1884 - 24 de noviembre de 1948) fue un pianista y compositor polaco. También era conocido bajo el seudónimo de Georg Armand(o) Koczalski.

## Biografía

### Primeros años
Raoul Koczalski nació en Varsovia, el 3 de enero de 1884. Recibió clases primero de su madre y luego de Julian Gadomski (1888-1890). Realizó su primera aparición pública como pianista en 1888 (tenía 4 años), y sus padres lo llevaron a tocar para Anton Rubinstein, quien previó la posibilidad de una carrera como intérprete del piano. Nunca estudió en un conservatorio, pero recibió lecciones privadas de piano y composición de la mano de Ludwig Marek (1891-1892), Karol Mikuli (1893-1895) (el alumno y compositor polaco favorito de Chopin) y de instrumentación con Henryk Jarecki (1893-1894). A los 7 años daba conciertos y a los 9 ya tocaba en importantes ciudades europeas como virtuoso. Su concierto número mil lo dio en Leipzig en 1896, y a los 12 años ya había recibido premios como la Orden del León y del Sol (del Sha de Persia), el título de Pianista de la Corte del Rey de España y una medalla del Sultán turco. Ya de niño tenía un repertorio muy amplio. Durante la Primera Guerra Mundial estuvo internado en Bad Nauheim, Alemania.

### Compositor y escritor
Como compositor, Koczalski realizó numerosas obras para piano solo, conciertos instrumentales para diversos instrumentos solistas con orquesta, obras para orquesta, obras músico-dramáticas para la escena, música de cámara en diversas instrumentaciones, así como muchas canciones con acompañamiento de piano. La mayoría de las composiciones fueron publicadas en el extranjero (Alemania, Rusia, Francia). Las composiciones de Koczalski están hoy en día en gran medida olvidadas. Estilísticamente sus composiciones pertenecen al periodo romántico tardío. Los grandes cambios en el campo de la música contemporánea (atonalidad, música dodecafónica) que tuvieron lugar durante el período creativo de Koczalski no tuvieron influencia en su estilo.
En un libro dedicado a Chopin, publicado en 1936, toma una posición clara contra la música contemporánea. Consideraba que los experimentos musicales de los últimos 25 años, que buscaban nuevos caminos sobre una "base cerebral, matemática", habían fracasado, y llamaba a los representantes de la música moderna, a quienes nombró "experimentadores, modernistas, inventores, subversivos", "tristes fantasmas de un tiempo aún más triste". En este sentido, se ajustaba a la perspectiva de la clase política nazi en el poder a finales de los años 1930.
Koczalski realizó observaciones sobre el carácter y la interpretación de la música de Chopin que siguen siendo válidas, aunque el estilo de interpretación de muchos pianistas modernos ya no se corresponde con la tradición de los grandes intérpretes de Chopin del pasado. El conocimiento de la edición de las obras para piano de Chopin planificada por Koczalski habría sido muy importante para la práctica interpretativa de las obras para piano de Chopin.

### Intérprete del piano

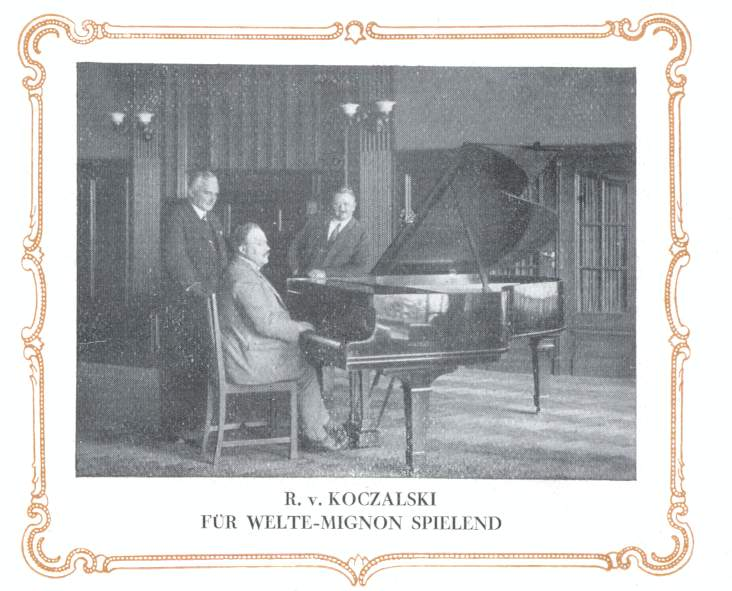
Raoul Koczalski grabando para Welte-Mignon en 1925.

Koczalski fue muy estimado como intérprete de Chopin en Alemania, donde vivió durante las décadas de 1920 y 1930. Durante estos años también escribió muchas reseñas, utilizando su seudónimo, fundó una escuela de música que quebró y se restableció como pianista de concierto en 1934. Realizó giras por Francia, Italia y Polonia, pero (a pesar de muchas invitaciones) no en Estados Unidos por razones de salud. Durante la Segunda Guerra Mundial fue nuevamente internado (en Berlín) y en 1945 se trasladó a vivir a Poznań, aceptando un puesto de profesor en la Escuela Superior Estatal de Música.
Como intérprete, las obras completas de Chopin y las sonatas completas de Beethoven constituyen el núcleo de un repertorio muy amplio de los géneros clásico y romántico. Fue considerado uno de los más grandes intérpretes de la música de Chopin y uno de los más grandes pianistas de su tiempo, con una técnica muy líquida, un equilibrio suave y unas interpretaciones que no se tomaban las libertades de muchos de sus contemporáneos, manteniéndose más cercanas a la partitura escrita. Según Seidle (2003), "su interpretación evita los extremos, es clara, colorida, con un fraseo fluido y sutil y una dinámica amplia." ("Sein Spiel meidet Extreme, ist klar, farbig, mit fließender, subtiler Phrasierung und breiter Dynamik.")  Entre sus alumnos se encontraban Detlef Kraus, Monique de La Bruchollerie, Hanna Rudnicka-Kruszewska, Wanda Losakiewicz e Irena Wyrzykowska-Mondelska.
Koczalski murió en Poznań a los 64 años.

## Obras (selección)

### Teatro musical
- Rymond. Ópera en 3 actos (6 cuadros). Según un poema de Alexander Graf Fredro. Pabst, Leipzig 1902. (UA: 14 de octubre de 1902 en Elberfeld)
- Mazeppa. Drama musical en tres actos, Op. 59. Leipzig, 1905
- Ante lucem (avant l'aube). Ópera en tres actos basado en el poema de A. Fredro (padre). Janin, Lyon ca. 1905
- Die Sühne (Atonement). Tragedia en un acto, Op. 61. Pabst, Leipzig 1910. (UA: 1909 en Mühlhausen)
- Jacqueline. Musikkomödie en 2 actos, op. 73 (1914)
- Mecz miłosny. Opereta (1930)
- Semrud: un cuento de hadas de Oriente, en cinco cuadros y una obertura; (Texto basado en un cuento de hadas de Las mil y una noches, un sketch dramático de Benno Ziegler y la ópera cómica Der betrogene Kadi de Ch. W. Gluck). ,, Op. 118. Tischer & Jagenberg, Colonia 1936.
- The Extinguished Light. Leyenda musical en 3 actos, Op. 150 (1946)

### Ballet
- Renata. Ballet en tres actos, Op. 81 (1915)

### Obra orquestal
- Preludio a la ópera Hagar, Op. 48 (1892)
- Leyenda sinfónica del rey Boleslao el Temerario y el obispo Estanislao el Santo para orquesta, Op. 53. Pabst, Leipzig, 1894
- Évocations. Symphonie fantastique pour orchestre, Op.78 (1915).
- Sinfonía para gran orquesta en fa menor, Op. 93 (1920-29)
- Semrud. Suite para gran orquesta, Op. 118a (1937)

### Concertante
- Concierto para piano y orquesta n.º 1 en si menor, Op. 79
- Concierto para piano y orquesta n.º 2 en sol mayor, Op. 83 (1914)
- Concierto para violín y orquesta en la mayor, Op. 84 (1915)
- Concierto para violonchelo y orquesta en si menor, Op. 85 (1915)
- Concierto para piano y orquesta n.º 3 en do mayor, Op. 125
- Concierto para piano y orquesta n.º 4 en si bemol mayor, Op. 130
- Concierto para piano y orquesta n.º 5 en re menor, Op. 140 (1942)
- Concierto para piano y orquesta n.º 6 en mi mayor, Op. 145 (1944)
- Concertino para oboe (o violín) y orquesta de cuerdas (?. publicado en 1952)

### Voz y orquesta
- Of Love. Siete poemas de Rilke. Versión para barítono y orquesta, Op. 99 (1921)

### Música de cámara
- Sonata para violín y piano n.º 1 en do menor, Op. 74 (1914)
- Trío para violín, violonchelo y piano n.º 1 en re mayor, Op. 76 (1914)
- Sonata para violonchelo y piano n.º 1 en si bemol menor, Op. 80
- Piezas para violín y piano, Op. 86-87 (1915)
- Trío para violín, violonchelo y piano n.º 2 en sol menor, Op. 88 (1916)
- Sonata para violín y piano en fa sostenido menor, Op. 89 (1915)
- Sonata para violonchelo y piano n.º 2 en la mayor, Op. 90
- Sonata para piano n.º 2 en fa sostenido menor, Op. 91 (1916)
- Sonata para violonchelo y piano n.º 3 en si mayor, Op. 92
- Sonata para piano n.º 3 en sol mayor, Op. 95 (1919)
- Sonata para violín y piano n.º 3 en la mayor, Op. 96
- Sonata para piano n.º 4 en sol sostenido menor, Op. 97
- Suite romántica para violonchelo y piano en si bemol mayor, Op. 98 (1921-25)
- Sonata para violín y piano n.º 4 en mi mayor, Op. 113 (c. 1937)

### Voz y piano
- Canciones para voz aguda y piano, Op. 63 -, Op. 64
- 2 canciones para voz aguda y piano, Op. 72 (1914)
- Cancioneros I-IV para voz alta y piano, Op. 66 -, Op. 69. Pabst, Leipzig (1909-1913)
- Seis melodías para voz aguda y piano, Op. 77 (1914)
- 7 canciones orientales para voz aguda y piano, Op. 94 (c. 1920)
- De amor. Siete poemas de Rilke. Versión para voz grave y piano, Op. 99 (1921)
- Canciones para voz aguda y grave con piano, Op. 101-107
- Extremo - Oriente. 3 poemas de Samain para voz y piano, Op. 108
- 2 Romanzas (del ruso) para voz alta y piano, Op. 109* Quattro Liriche. 4 ital. Lieder für hohe Stimme und Klavier, op. 110
- Desde Holanda. 3 poemas de Ernst Krauss para voces agudas, Op. 112
- Rilke-Hefte II–V, Op. 114–117 para voz aguda y piano
- Trois Mélodies para voz alta y piano, op. 119
- Salmo n.º 121 para voz grave y piano, Op. 120
- Del Diván Oeste-Este de Goethe. 21 canciones y duetos para soprano y barítono, Op. 121 (1937)
- 8 Hebbel-Lieder para voz baja y piano, op. 122
- Canciones de Lurlei. 5 canciones de Julius Wolff para voz aguda y piano, Op. 123
- 5 canciones para voz aguda y piano, Op. 126
- 3. Mirza Schaffy. Canciones para voz aguda y piano, Op. 129
- Trois Poèmes de E. Verhaeren para voz alta y piano, op. 135
- Sonata para piano n.º 7 en mi mayor, Op. 136
- 6 canciones (del ruso) para voz aguda y piano, Op. 137
- 4 canciones para voz aguda y piano, Op. 138
- 8 canciones (del ruso) para voz aguda y piano, Op. 141

### Piano
- Mazurka para piano en si bemol mayor, Op. 6 (1891)
- Raoul. Valse para piano en sol mayor, Op. 18 (1889)
- Halina. Valse para piano, op. 19 (1890)
- Piezas para piano, op. 40-, op. 47 (1891)
- Piezas para piano, op. 49-, op. 52 (1893)
- Piezas para piano, op. 54-, op. 57 (1895)
- Mazur para piano en do menor, Op. 60 (1895)
- Images fuyantes. 3 impresiones musicales para piano, op. 62
- 24 Preludios para el piano, op. 65 (1910)
- Piezas para piano, op. 70-, op. 71 (1912)
- 12 impresiones para piano, Op. 75 (1914)
- Sonata para piano n.º 1 en mi bemol mayor, Op. 82 (1914)
- Sonata para piano n.º 5 en re bemol mayor, Op. 100
- La Gavotta dei Bambini para piano en si bemol mayor, op. 111 (1920)
- Impromptu. 5 bocetos sobre un tema propio para piano en la mayor, Op. 124 (1938)
- Legend para piano n.º 1 en do mayor, Op. 127. Koczalski, Berlín-Grunewald (hacia 1940)
- Jadis et Naguère. Suite para piano, Op. 131 (1935-40).
- Śmiełów. Suite para piano, Op. 132 (1938-41).
- Czerminek. Suite para piano, Op. 133 (1938-41).
- Sonata para piano n.º 6 en fa menor, Op. 134
- Suite lírica para piano, Op. 139
- Romanza para violín y piano en la mayor, Op. 142
- Sonata para piano n.º 8 en fa sostenido mayor, Op. 143 (1943)
- Legend para piano n.º 2 en mi menor, Op. 144 (1943-45)
- Pequeña Sonata para piano a dos manos en do mayor, Op. 146. Koczalski, Berlín-Grunewald (hacia 1942)
- 3 nocturnos para piano, op. 147. Koczalski, Berlín-Grunewald (hacia 1942)
- Legend para piano n.º 3 en sol menor, Op. 148 (1944)
- Legend para piano n.º 4 en re menor, Op. 149 (1945)

## Escritos
Además de sus libros, Koczalski escribió varios artículos de prensa.
- Raoul Koczalski: Zum hundertsten Geburtstag Frédéric Chopins: Chopin-Zyklus; vier Klaviervorträge nebst einer biographischen Skizze: F. Chopin, sowie den Aufsätzen: Chopin als Komponist und Chopin als Pianist, und einer eingehenden Analyse aller zum Vortrag bestimmten Werke (Leipzig: Pabst, 1909).
- Raoul Koczalski: Frédéric Chopin: Betrachtungen, Skizzen, Analysen (Colonia: Tischer & Jagenberg, 1936).
- Raoul Koczalski: Betrachtungen eines "lebenslänglichen" Künstlers (Berlín, 1937).

## Discografía de Koczalsky como pianista
- 1948 - Frederic Chopin - Nocturno en si mayor, op. 32 no. 1. K 57887 "MEWA records".
- 1948 - Frédéric Chopin - Nocturno en mi bemol mayor, op. 9 núm. 2. K 57886 "MEWA records".
- 1948 - Frédéric Chopin - Vals en do sostenido menor, op. 64 núm. 2, Preludio en la mayor, op. 27 núm. 7. K 51593 "MEWA records"
- 1948 - Frédéric Chopin - Barceuse en re bemol mayor, op. 57 "Lullaby" K 51592 "MEWA records".

## Discografía
- 2017 – Chamber Works vol. 1 – Acte Préalable AP0383.
- 2020 – Chamber Works vol. 2 – Acte Préalable AP0476.
- 2022 – Chamber Works vol. 3 – Acte Préalable AP0510.
- 2022 – Chamber Works vol. 4 – Acte Préalable AP0520.
- 2017 – Piano Concertos vol. 1 – Acte Préalable AP0501.
- 2018 – Piano Concertos vol. 2 – Acte Préalable AP0502.
- 2019 – Piano Concertos vol. 3 – Acte Préalable AP0503.
- 2018 – String Concertos – Acte Préalable AP0504.
- 2023 - Symphonic Works vol. 1 - Raul Koczalski (1885-1948), Symphonic Works vol. 1
- 2019 – Complete Songs vol. 1 – Acte Préalable AP0601.
- 2021 – Songs to the poetry of Kazimierz Przerwa-Tetmajer – Acte Préalable AP0522.